# Scott Rudin
Scott Rudin (Nueva York, 14 de julio de 1958) es un productor y productor ejecutivo estadounidense de cine y televisión. A lo largo de su trayectoria profesional ha ganado un Premio Emmy, un Premio Grammy, un Premio Óscar y un Premio Tony. Además ha sido candidato a los Premios BAFTA. Ha producido películas como Regarding Henry (1991), Sister Act (1992), The Firm (1993), The Truman Show (1998), Sleepy Hollow (1999), Las horas (2002), Closer (2007), Notes on a Scandal (2006), No Country for Old Men (2007), Revolutionary Road (2008) y The Social Network (2010), entre otras.
En abril de 2021, una artículo de The Hollywood Reporter hizo referencia a numerosos casos de abuso por parte de Rudin hacia los empleados, incluido arrojarles objetos, romper el monitor de una computadora contra la mano de uno de ellos y causar abuso emocional, que se cree que contribuyó al suicidio de un ex asistente. Tras las acusaciones, Rudin anunció que se alejaría de sus proyectos de Broadway, películas y streaming para "trabajar en asuntos personales que debería haber hecho hace mucho tiempo". El 20 de abril, Variety informó que el nombre de Rudin se eliminaría de varios estrenos y que "la relación comercial de Rudin con A24, el estudio independiente con el que produjo películas tan aclamadas como Lady Bird y Uncut Gems, había terminado".

## Biografía
Scott Rudin nació el 14 de julio de 1958 en Nueva York, Estados Unidos. Se crio en Baldwin, Long Island. A la edad de quince años obtuvo su primer trabajo como asistente para un reputado productor de teatro, Kermit Boolmgarten; para después trabajar para conocidos productores de cine como Robert Whitehead y Emanuel Azenberg. Fue el presidente de la compañía productora 20th Century Fox en 1986. Sobre su trabajo como productor ha declarado que: "Si vas a pasarte dos o tres años trabajando en algo, tienes que hacer el tipo de película que se influencia y discute la cultura actual y participar en el mundo en el que estamos viviendo". Rudin es abiertamente gay, manteniendo una relación sentimental con John Barlow. En junio de 2011 fue considerado por The New York Observer como uno de los homosexuales más influyentes, ocupando el tercer puesto en un ranking de cincuenta personas.

## Críticas y acusaciones de abuso
Rudin es considerado como uno de los jefes más abusivos en la industria del entretenimiento. El New York Post lo llamó "el imbécil más grande de Hollywood" y The Hollywood Reporter "el hombre más temido de la ciudad", mientras que el sitio IndieWire destacó su mal genio. Rudin reconoció tener "mal genio" en una entrevista de 2008, pero aseguró haber "crecido".
El 7 de abril de 2021, Rudin fue acusado por numerosos empleados que hablaron con The Hollywood Reporter de comportarse abusivamente con ellos, incluido el abuso físico, como arrojar objetos a sus asistentes y, en un caso, aplastar la mano de un asistente con una computadora. En ese artículo, también se le acusó de hacerlos firmar acuerdos con estipulaciones de no menosprecio y de que los créditos cinematográficos de las víctimas aumentaran o disminuyeran después de abandonar la filmación.
El 14 de abril de 2021, Karen Olivo anunció que no regresaría al musical Moulin Rouge! debido a las acusaciones contra Rudin. En un video de Instagram, Olivo declaró: "Quiero una industria del teatro que coincida con mi integridad". Como resultado de las acusaciones, Sutton Foster, quien iba a protagonizar junto a Hugh Jackman la próxima producción de Rudin en Broadway, The Music Man, prometió abandonar el programa si Rudin participaba de ella. El 17 de abril de 2021, la Asociación de Equidad de Actores pidió a Rudin que liberara a los empleados de cualquier acuerdo de no divulgación en curso a fin de crear "ambientes de trabajo teatrales verdaderamente seguros y libres de acoso en Broadway y más allá". Los miembros de ese sindicato presionaron para que se agregase a Rudin a una lista de Do Not Work ("No Trabajar").
El 17 de abril, Rudin emitió una declaración en la que se disculpaba por "el dolor que [su] comportamiento causó a las personas, directa e indirectamente" y dijo que "se alejaría" de sus actuales trabajos en Broadway.

## Filmografía parcial

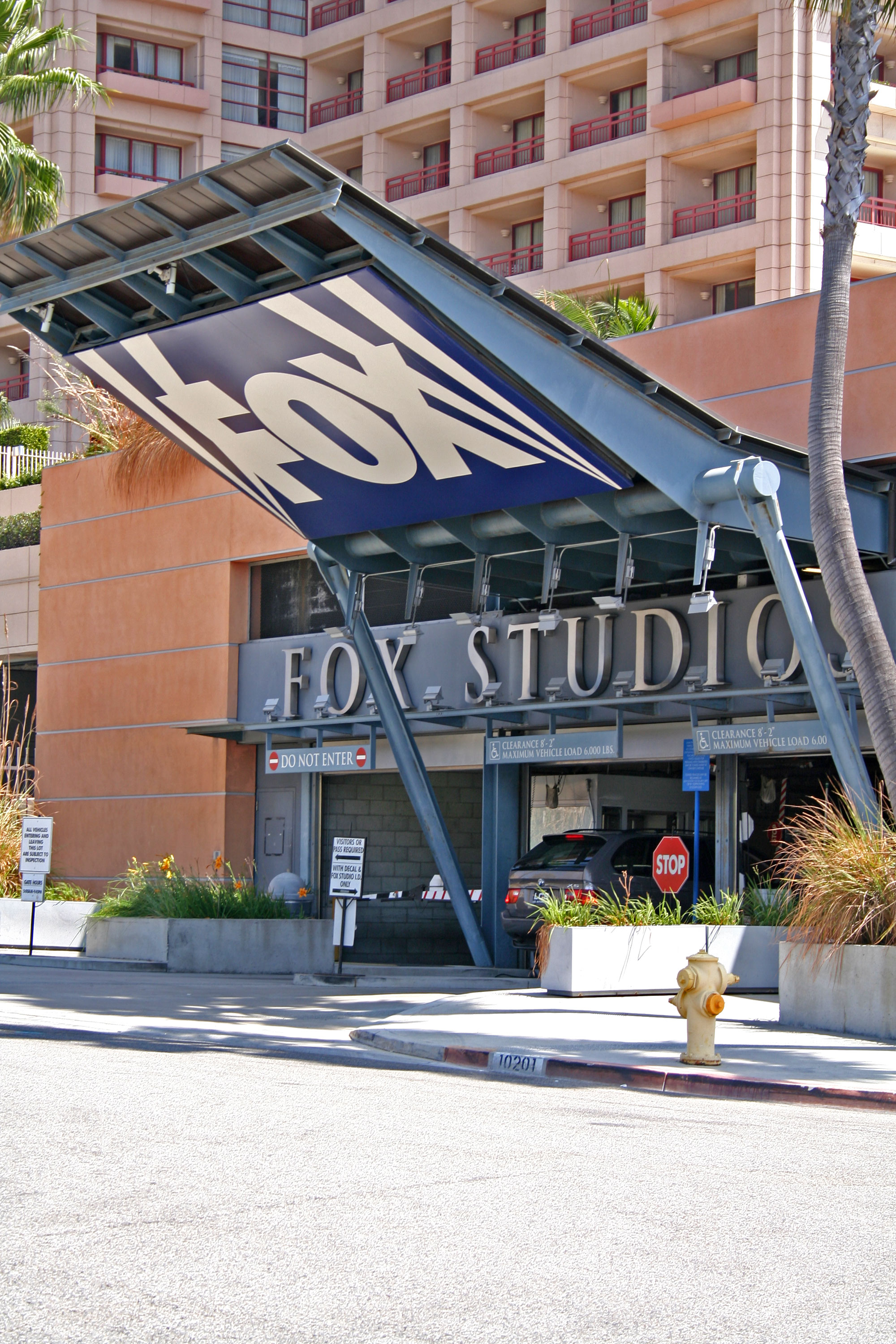
Scott Rudin fue presidente de la compañía productora 20th Century Fox en el año 1986.

| Año  | Película                            |
| ---- | ----------------------------------- |
| 1982 | Little Gloria... Happy at Last (TV) |
| 1990 | Flatliners                          |
| 1990 | Pacific Heights                     |
| 1991 | Regarding Henry                     |
| 1991 | La familia Addams                   |
| 1992 | Sister Act                          |
| 1993 | The Firm                            |
| 1993 | Sister Act 2: Back in the Habit     |
| 1994 | I. Q.                               |
| 1996 | The First Wives Club                |
| 1996 | Rescate                             |
| 1996 | La habitación de Marvin             |
| 1997 | In & Out                            |
| 1998 | The Truman Show                     |
| 1999 | Sleepy Hollow                       |
| 1999 | Las cenizas de Ángela               |
| 2001 | Zoolander                           |
| 2001 | Iris                                |
| 2002 | Las horas                           |
| 2004 | The Stepford Wives                  |
| 2004 | The Village                         |
| 2004 | Closer                              |
| 2006 | Failure to Launch                   |
| 2006 | The Queen                           |
| 2006 | Notes on a Scandal                  |
| 2007 | No Country for Old Men              |
| 2007 | There Will Be Blood                 |
| 2008 | Doubt                               |
| 2008 | Revolutionary Road                  |
| 2009 | Julie y Julia                       |
| 2009 | It's Complicated                    |
| 2010 | The Social Network                  |
| 2010 | True Grit                           |
| 2011 | Moneyball                           |
| 2011 | Extremely Loud and Incredibly Close |
| 2012 | Moonrise Kingdom                    |
| 2012 | El dictador                         |
| 2013 | Sinatra                             |
| 2013 | Inside Llewyn Davis                 |
| 2013 | Captain Phillips                    |
| 2014 | El Gran Hotel Budapest              |
| 2014 | Ex Machina                          |
| 2015 | Aloha                               |
| 2015 | Steve Jobs                          |
| 2016 | Zoolander 2                         |
| 2017 | Lady Bird                           |
| 2018 | Aniquilación                        |
| 2018 | De caza con papá                    |